# النساء في الانتفاضة الأولى
لعبت النساء الفلسطينيات أدوارًا بارزة في قيادة وتنظيم الانتفاضة الفلسطينية الأولى، في الفترة من 1987 حتى 1991. كتبت زانثي شارف في مجلة فورين بوليسي أن الانتفاضة الأولى كانت "نضالًا فلسطينيًا إلى حد كبير غير عنيف"، و"حركة تعبئة اجتماعية واقتصادية وسياسية جماعية قادتها النساء". وكتبت نهلة عبده من جامعة كوينز أن الانتفاضة "جمعت بين مساري حركتين: حركة تحرير وطني، وحركة نسوية".

## خلفية
بعد انتصار إسرائيل في حرب 1967 عام 1967، احتلت إسرائيل الأراضي الفلسطينية، بما في ذلك الضفة الغربية. وكان الاحتلال مثيرًا للجدل، حيث اتُهمت إسرائيل بـانتهاك القانون الدولي، وبارتكاب انتهاكات إسرائيل لحقوق الإنسان ضد الفلسطينيين ونظام فصل عنصري بحق الفلسطينيين. كما شجعت الحكومة الإسرائيلية بقوة على بناء وتوسيع المستوطنات الإسرائيلية في فلسطين. وبدورها، اتُهمت منظمة التحرير الفلسطينية، وهي مظلة لمعظم الفصائل الفلسطينية المسلحة ذات الطابع القومي اليساري والعلماني خلال النصف الثاني من القرن العشرين، بارتكاب انتهاكات لحقوق الإنسان وشن حملة إرهابية ضد الإسرائيليين.
في 9 ديسمبر 1987، صدمت شاحنة إسرائيلية أربعة فلسطينيين وقتلتهم في مخيم جباليا للاجئين. وقد أثار الحادث موجة من الاحتجاجات في الأراضي الفلسطينية المحتلة، وردّت الحكومة الإسرائيلية عليها بقوة، حيث تعهد وزير الدفاع الإسرائيلي إسحاق رابين باستخدام "القوة، والعنف، والضرب" لقمع الاحتجاجات، وأمر الجنود الإسرائيليين بكسر عظام المتظاهرين الفلسطينيين. وقد أدّى الرد الإسرائيلي إلى تصعيد في الاحتجاجات، التي سرعان ما تحولت إلى أكبر موجة من التظاهرات والإضرابات والمقاطعة والعصيان المدني للفلسطينيين منذ بداية الاحتلال عام 1967. وقد عُرفت هذه الموجة، التي كانت غير عنيفة إلى حد كبير خصوصًا في مراحلها الأولى، باسم الانتفاضة الأولى.

## القيادة والتنظيم
بحسب الباحثة جنيفر موغانّام من جامعة كاليفورنيا، سانتا كروز، فإن النساء الفلسطينيات بين ستينيات وثمانينيات القرن العشرين انخرطن في العمل السياسي والتنظيمي من خلال الاتحاد العام للمرأة الفلسطينية، بالإضافة إلى الأحزاب السياسية والمنظمات التابعة لـمنظمة التحرير الفلسطينية، ما ساهم في تشكيل حركة وطنية موحدة تحت مظلة منظمة التحرير. وقد شملت هذه الحركة أحزابًا سياسية، واتحادات جماهيرية، ومنظمات مقاومة شعبية، وبُنى تنفيذية عملت ضمن مشروع واستراتيجية تحرير موحدة، تنطلق من فكرة أن تحرير فلسطين هو شرط لتحرير المرأة.
بحلول عام 1987، كانت غالبية قيادات منظمة التحرير الفلسطينية من الرجال قد نُفيت أو سُجنت أو قُتلت على يد القوات الإسرائيلية. وعند اندلاع الانتفاضة الأولى، لم يكن للقيادة المركزية لمنظمة التحرير دور مباشر، بل تولت تنظيمها قيادات القواعد الشعبية، بما في ذلك النقابات العمالية، واتحادات الطلبة، واللجان المجتمعية، والكثير منها كان بقيادة نسائية، إلى جانب الاتحاد العام للمرأة الفلسطينية التي تأسست في أواخر السبعينيات وأوائل الثمانينيات.
وقد لفتت مشاركة النساء القيادية في الانتفاضة انتباه وسائل الإعلام منذ بداياتها. ففي مارس 1988، كتب الصحفي جويل غرينبرغ في صحيفة جيروزاليم بوست عن "الدور المتزايد للنساء في التظاهرات الفلسطينية"، مشيرًا إلى أن الجنود الإسرائيليين كانوا يواجهون صعوبة في التعامل معهن بسبب أوامر بعدم استخدام القوة المفرطة ضد النساء. وفي نوفمبر 1989، كتبت وكالة الأنباء النيوزيلندية أن "النساء الفلسطينيات يكتسبن مكانة اجتماعية أعلى بسبب دورهن الحيوي في الخطوط الأمامية."
لعبت النساء أدوارًا رئيسية في تنظيم أنشطة العصيان المدني خلال الانتفاضة، مثل الإضرابات العامة، ومقاطعة البضائع الإسرائيلية، والإضرابات الضريبية، وتوزيع المنشورات، ورفع الأعلام الفلسطينية، وتنظيم الاعتصامات والتظاهرات. وأسهمن كذلك في إنشاء مؤسسات بديلة تحت سيطرة فلسطينية مثل الفصول الدراسية السرية، والعيادات، والتعاونيات الزراعية.
وذكرت الصحفية مرسيحة غادزو أن "كل فصيل فلسطيني أنشأ لجنة نسوية، كانت تتنكر في شكل مجموعة أعمال منزلية لتفادي الملاحقة، حيث كانت الاجتماعات تدور حول الطبخ والخياطة، بينما كانت في الواقع تُستخدم للتخطيط للانتفاضة."

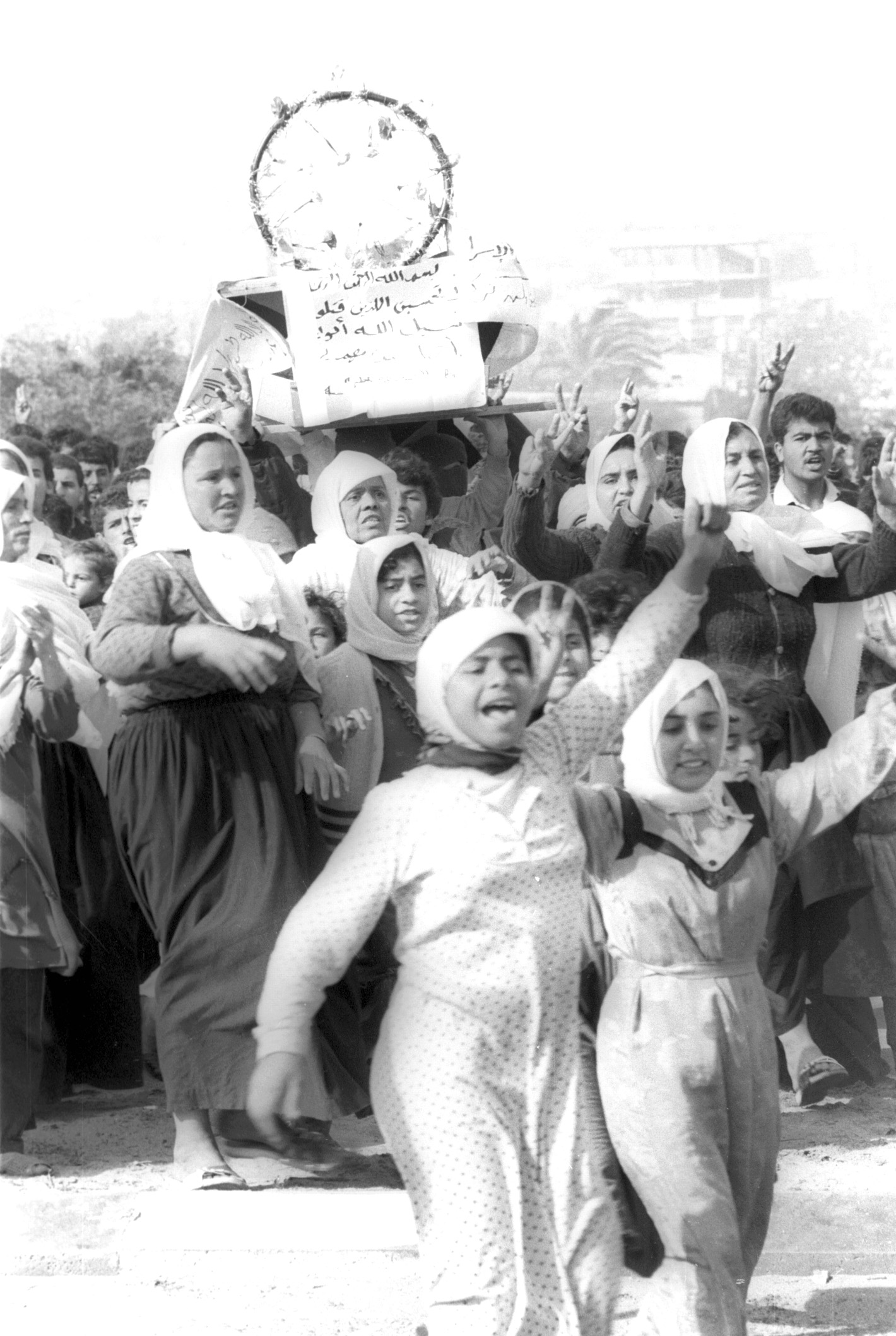
متظاهرات فلسطينيات في غزة، ديسمبر 1987

تُشير التقديرات إلى أن ما بين 50% إلى 65% من الشابات في الأراضي الفلسطينية المحتلة شاركن في التظاهرات خلال الانتفاضة. وقالت رجاء مصطفى، التي كانت تبلغ من العمر 16 عامًا خلال الانتفاضة، في مقابلة مع قناة الجزيرة عام 2015: "كل الفتيات في سني شاركن في الانتفاضة؛ كنا نرشق الحجارة، ونقطع الطرق، ونهتف في التظاهرات مثل الرجال تمامًا."
كما ذكرت ختام سعافين، رئيسة اتحاد لجان المرأة الفلسطينية، أن النساء لعبن دورًا كبيرًا في منع اعتقال الأطفال والشباب، من خلال التدخل المباشر ومواجهة الجنود الإسرائيليين.
وقد اعتبرت الحكومة الإسرائيلية هذه اللجان والمؤسسات مهددة، وأعلنتها غير قانونية، وشرعت في قمعها واعتقال المشاركين فيها، ضمن سياسة القبضة الحديدية التي انتهجتها ضد الانتفاضة. كما فوجئت السلطات الإسرائيلية بدور النساء البارز في الانتفاضة، إذ قالت الناشطة نايلة عايش إن "العقلية الإسرائيلية كانت ترى أن الرجال فقط هم من يشاركون، ولم يتصوروا أن تكون النساء فاعلات في هذه الأحداث."

## الثقافة والإعلام

### خلال الانتفاضة الأولى
وفقًا لكريستينا حزبو من ميدل إيست آي، "شهدت فترة الانتفاضة الأولى في أواخر الثمانينات إحياءً وتوثيقًا للأغاني الفلكلورية" التي كانت "محفوظة إلى حد كبير من قبل مغنيات وراويات حكايات شعبية، كثير منهن اقتلعن من قراهن وقد تُنسى أسماؤهن إلى الأبد."
ووفقًا لوفاء غنيم من متحف المتروبوليتان للفنون، خلال الانتفاضة الأولى "استجابت النساء لظروف الحظر الشديد وهدم المنازل ومنع رفع علم فلسطين، من خلال تطريز رموز وطنية على أثوابهن باستخدام ألوان العلم: الأحمر والأسود والأبيض والأخضر. ولأول مرة، تضمن الطَّرْز على الأثواب رجالًا يرتدون الكوفية ويرمون الحجارة، وهتافات احتجاجية بخطوط كتابية، وحدود فلسطين التاريخية."

### بعد الانتفاضة الأولى
تجاهل الإعلام الدولي والبحوث دور النساء في تصوير الانتفاضة الأولى. في عام 2017، قالت زهيرة كمال، إحدى قيادات حركة فتح في الأراضي المحتلة أثناء الانتفاضة: "في الإعلام، كانت الانتفاضة الأولى تتمحور حول الأطفال الذين يرمون الحجارة، ولكن ليس حول القصة الحقيقية للحياة اليومية. لم يُوثَّق الدور السياسي والاجتماعي للنساء في الانتفاضة في أي مكان."
وفي ورقة بحثية عام 2011، ذكر جاستن د. مارتن من الجامعة الأمريكية بالقاهرة أن "القليل من الأبحاث الإعلامية الجماهيرية ركزت بشكل خاص على تصوير النساء الفلسطينيات خلال النضال."
في عام 2017، صدر الفيلم الوثائقي نائلة والانتفاضة، الذي ركز على قصص عدة نساء فلسطينيات لعبن أدوارًا قيادية بارزة خلال الانتفاضة الأولى. وقالت مخرجة الفيلم جوليا باشا إن "مثلما هو الحال في حركات النضال في جميع أنحاء العالم، يتم تجاهل مشاركة النساء كثيرًا"، مؤكدةً أن "النساء لعبن أدوارًا محورية في الحفاظ على زخم الانتفاضة."

## النساء الإسرائيليات والانتفاضة الأولى

### النشاط من أجل السلام
تميزت الانتفاضة الأولى أيضًا بزيادة في التعاون بين ناشطات السلام الإسرائيليات والفلسطينيات. كتبت فاليري بوزول من جامعة باريس 8 أن "الانتفاضة دفعت مجموعات النساء المعارضات للاحتلال العسكري إلى الواجهة"، مشيرة إلى أن لقاءات النساء الفلسطينيات والإسرائيليات خلال الانتفاضة "كانت مهمة خصوصًا للمشاركات الإسرائيليات، إذ اكتشفن قوة النساء الفلسطينيات وقناعتهن النسوية. شكلت هذه المجموعات أماكن للتعلم والتمكين وتشكيل الوعي النسوي."
كتبت الناشطة النسوية الإسرائيلية راشيل أوستروفيتز أن "الانتفاضة منحتنا فرصة لإعادة تقييم أفكارنا حول الاحتلال والمجتمع العسكري الذي نعيش فيه، وحقيقة أن صوت النساء مفقود في الحكومة والسياسة"، مشيرة إلى العديد من أعمال التضامن التي قامت بها نساء إسرائيليات، مثل محاولة زيارة مخيمات اللاجئين الفلسطينيين، نشر معلومات حول انتهاكات حقوق الإنسان من قبل الجيش، حياكة "لحاف السلام"، وتأسيس منظمات مثل نساء بالأسود. منظمات نسائية إسرائيلية أخرى نشأت خلال الانتفاضة شملت بات شالوم، منظمة النساء للسجينات السياسيات، وشاني – نساء إسرائيليات ضد الاحتلال.
وذكرت ناعومي حزان من الجامعة العبرية في القدس في مارس 1989 أن استطلاعات الرأي أظهرت أن النساء الإسرائيليات كن أكثر دعمًا للمفاوضات المباشرة مع منظمة التحرير الفلسطينية من الرجال الإسرائيليين، وأقل دعمًا بكثير للبرنامج النووي الإسرائيلي.
في أواخر ديسمبر 1989، نُظمت مسيرة نسائية للسلام في القدس بعنوان "1990: وقت السلام"، شاركت فيها أكثر من 3000 امرأة، بمن فيهن فلسطينيات وأجنبيات. قامت الشرطة الإسرائيلية بتفريق المسيرة بالقوة باستخدام الغاز المسيل للدموع والهراوات، بعد أن رفعت إحدى المشاركات علم فلسطين، واعتُقل 16 من المشاركات، من بينهن داشيا فالنت، عضوة في البرلمان الأوروبي.
ووفقًا لـسيمونا شاروني من الجامعة الأمريكية، "أدى حجم تنظيم النساء سياسيًا إلى رد فعل عنيف داخل المجتمع الإسرائيلي"، مشيرة إلى أن المشاركات في مبادرات السلام مثل "نساء بالسواد" تعرضن لهجمات لفظية وجسدية، كثيرًا ما كانت مترافقة مع إيحاءات جنسية وتمييزية. وأضافت أن الحركة النسوية للسلام في إسرائيل انقسمت بعد اتفاقيات أوسلو عام 1993، إذ رأت بعض النساء الاتفاقات فرصة للانخراط في الإجماع الوطني الإسرائيلي، بينما اعتبرت أخريات أنها تعزز هيمنة إسرائيل على الفلسطينيين.
وذكرت إيريت حلبرين من جامعة ليزلي أن "الانتفاضة الأولى كانت فترة تمكين وبناء تحالفات بين ناشطات السلام من النساء الفلسطينيات والإسرائيليات"، لكنها انتهت مع تفكك تلك التحالفات بسبب اختلاف الأولويات السياسية، إذ "قررت النساء الإسرائيليات أن النشاط السلمي لا يحتاج لارتباط بالهوية القومية، بينما جعلته النساء الفلسطينيات أولوية قصوى."

## الجيش الإسرائيلي
وفقًا لمارتن فان كريفيلد من الجامعة العبرية في القدس، فإن الاحتلال الإسرائيلي لجنوب لبنان الذي بدأ عام 1982 وكان لا يزال قائمًا خلال اندلاع الانتفاضة الأولى، قد أحدث اضطرابًا داخليًا كبيرًا داخل الجيش الإسرائيلي، وقد قارن كريفيلد هذا الاضطراب بما حدث في حرب فيتنام الأمريكية. وقد تفاقم هذا الاضطراب بفعل الانتفاضة الأولى و"مشهد الجنود الإسرائيليين وهم يعتدون على النساء والأطفال بصورة متكررة".
أشار كريفيلد إلى أن الجيش الإسرائيلي "فوجئ" باندلاع الانتفاضة، و"وجد صعوبة في التعامل معها... تراجعت الانضباطات، وتدهورت الثقة بالنفس، وانخفضت المعنويات إلى درجة أن اثنين فقط من بين كل أحد عشر جندي احتياط استمروا في الالتحاق بخدمتهم. ووفقًا لتصريح الفريق أول أمنون شاحاك، فإن المؤسسة التي كانت تعتبر فخر الأمة تحولت إلى 'كيس ملاكمة'.
ومع ذلك، بين منتصف الثمانينيات وأواخر التسعينيات، شهد الجيش الإسرائيلي ارتفاعًا ملحوظًا في عدد الضابطات، وانفتاح عدد من الأدوار العسكرية الجديدة أمام النساء.

## بعد الانتفاضة
مع انتهاء الانتفاضة الفلسطينية الأولى عام 1991، كان قد قُتل أكثر من 1300 فلسطيني على يد القوات الإسرائيلية، وأصيب أكثر من 120 ألفًا، واعتُقل عشرات الآلاف، تعرض بعضهم للتعذيب في المعتقلات. في الوقت نفسه، قُتل عدة مئات من الفلسطينيين على يد فصائل فلسطينية أخرى ضمن العنف السياسي الداخلي الفلسطيني، خصوصًا في المراحل المتأخرة من الانتفاضة. كما قُتل نحو 200 إسرائيلي على يد فلسطينيين، معظمهم من العسكريين.

### وضع النساء والتنظيم بعد الانتفاضة
لم تُستمر المكاسب التي حققتها النساء في المجتمع الفلسطيني بعد الانتفاضة الأولى بالضرورة، بل شهدت بعض الحقوق والمهام التي شاركن فيها تراجعًا. وفقًا لجاستن مارتن من الجامعة الأمريكية بالقاهرة، فإن "بعض الرجال، لا سيما في المناطق المحافظة من قطاع غزة، شعروا بالامتعاض من النشاط النسوي وسعوا لقمعه"، مما أدى إلى رد فعل محافظ خلال تسعينيات القرن العشرين.
أما فدوى علابدي من جامعة القدس، فقد أشارت إلى أن مرحلة ما بعد الانتفاضة شهدت بروز أشكال جديدة من تنظيم النساء الفلسطينيات، تمثلت في المنظمات غير الحكومية والمراكز البحثية النسوية، إلى جانب صعود الحركة النسوية الإسلامية ونزعة وطنية فلسطينية مستندة إلى الإرث الإسلامي. وذكرت أن العناصر الأبوية في المجتمع بدأت في أواخر الثمانينيات في مهاجمة مشاركة النساء في السياسة من خلال فرض أعراف وضوابط اجتماعية تقليدية. وأضافت أنه خلال التسعينيات، تراجعت العلمانية والسياسات اليسارية عمومًا، وانخفض عدد النساء المنخرطات في العمل السياسي، لا سيما بعد خيبة الأمل من فشل مفاوضات السلام.
وفي تقرير نشرته نيويورك تايمز عام 1991، كتبت سابرا شارترا ند أن عدد النساء اللواتي ارتدين الحجاب قد ازداد ازديادًا ملحوظًا منذ بدء الانتفاضة، لا سيما في قطاع غزة، حيث تبنى العديد من الفلسطينيين الدين الإسلامي مصدرًا للفخر القومي، وبديلًا عن فشل الحركات السياسية العلمانية، رغم أن بعض المطلعين على الأحداث في غزة أكدوا أن الناس لم يصبحوا أكثر تدينًا بالضرورة.

### عملية السلام
أدت الانتفاضة الأولى إلى دفع عملية السلام قدمًا في أوائل التسعينيات، بداية مع مؤتمر مدريد عام 1991، والذي ضم في الوفد الفلسطيني مفاوضتين هما حنان عشراوي وزهيرة كمال، بينما خلت قائمة الوفد الإسرائيلي من النساء في البداية، قبل أن تنضم إليهم واحدة لاحقًا. كما انضمت سعاد العامري لاحقًا إلى الوفد الفلسطيني. وفي نفس الفترة، قامت نساء فلسطينيات بصياغة وثيقة المبادئ حول الوضع القانوني للمرأة.
غير أن مفاوضات اتفاقيات أوسلو، التي بدأت عام 1993، تمت بقيادة قيادات من منظمة التحرير الفلسطينية معظمهم من الرجال الذين عاشوا في المنفى، دون مشاركة حقيقية من القيادات الشعبية والنسوية التي لعبت دورًا محوريًا في الانتفاضة.
كتبت فرح كوتينيه من مركز العودة الفلسطيني أن مفاوضات أوسلو "أُطلقت سرًا من قِبل مسؤولي منظمة التحرير من الذكور في الخارج، الذين لم يشاركوا في الانتفاضة، واستغلوا جهود النساء الفلسطينيات، ووقعوا اتفاقًا زاد من معاناة الفلسطينيين حتى يومنا هذا." كما قالت الناشطة نائلة الشيخ علي في الفيلم الوثائقي نائلة والانتفاضة عام 2017:
«استُبعدت النساء من جميع التحضيرات لتأسيس السلطة الفلسطينية. نحن نشكل 50% من المجتمع، بل وأكثر أحيانًا. فإذا لم تشارك هذه النسبة في اتخاذ القرار، فالمجتمع مشلول نصفه. بالمقارنة بين ما قدمناه وما خرج به اتفاق أوسلو، فإن الفجوة كبيرة، وأمر محزن. لأن أوسلو قدم أقل بكثير مما كان مطروحًا. عاد القادة الذكور لتشكيل السلطة، وكان من المتوقع أن يعودوا لمكانهم الطبيعي، وأن تتراجع النساء للوراء.»
تضيف فدوى علابدي أن تشكيل السلطة الوطنية الفلسطينية جرى في "سياق دولي يهيمن فيه الرجال على الشأن السياسي، ما أدى إلى 'إزالة الطابع النسوي' عن القيادة السياسية الفلسطينية".
ووفقًا لديفورا مارغولين من المعهد الدولي لمكافحة الإرهاب، فقد أصيبت النساء الفلسطينيات بحالة من الإحباط تجاه القيادة السياسية في نهاية الانتفاضة الأولى، بسبب دعم المنظمة للعراق في حرب الخليج الثانية، وانتشار الفساد في السلطة الجديدة، وفشل المؤسسات الفلسطينية في توفير الخدمات، بالإضافة إلى إخفاق مفاوضات السلام، كما يرى عالم الاجتماع الفلسطيني جميل هلال أن هياكل منظمة التحرير القاعدية، بما في ذلك اللجان النسوية، قد انهارت بعد اتفاق أوسلو، مما أدى إلى شعور واسع لدى الفلسطينيين بأنهم "فقدوا مؤسستهم الوطنية الموحدة (منظمة التحرير) دون أن يكسبوا دولة مستقلة، بينما واصلت إسرائيل استعمار الأرض وإنكار الحقوق الأساسية".

### استمرار الصراع
لعبت النساء الفلسطينيات دورًا أقل بروزًا في الانتفاضة الفلسطينية الثانية التي اندلعت عام 2000، والتي اتسمت بعنف أكبر وطابع عسكري أكثر مقارنة بالانتفاضة الأولى.
وبحسب ميرا تسوريف من معهد دراسات الأمن القومي (إسرائيل), فقد شهدت تسعينيات القرن العشرين "تراجعًا (وإن كان بطيئًا) في استعداد النساء الفلسطينيات لتحمل أعباء الأهداف الوطنية المفروضة عليهن"، وظهرت انتقادات متزايدة للدور النسوي في الحركة الوطنية، مع بروز مفهوم أكثر فردية للأمومة. وقد ساهم هذا، وفقًا لها، في تطرف بعض النساء المهمشات وظهور عمليات انتحارية نسائية خلال الانتفاضة الثانية، في حين أن هذا النوع من العمليات لم يكن موجودًا تقريبًا في الانتفاضة الأولى.